# Zelotes ashae
Zelotes ashae este o specie de păianjeni din genul Zelotes, familia Gnaphosidae, descrisă de Benoy Krishna Tikader și Gajbe, 1976. Conform Catalogue of Life specia Zelotes ashae nu are subspecii cunoscute.